# 十三敖包镇
十三敖包镇
是中华人民共和国内蒙古自治区赤峰市巴林左旗下辖的一个乡镇级行政单位。

## 行政区划
十三敖包镇下辖以下地区：
洞山村、乌登村、东风村、潘家段村、五号村、西沟村、五星村、丰水山村、七家村、开鲁段村、解放村、宝泉村、尖山子村、房身村、双龙村、太平地村、九泉村、敖包前村、敖包后村和海兴村。